# Хутір-Михайлівський
Ху́тір-Михайлі́вський (до 1940-х — Михайлі́вський, з 1940-х до 1962 — Хутір-Михайлі́вський, з 1962 до 2024 — Дру́жба) — місто в Україні, адміністративний центр Хутір-Михайлівської міської громади Шосткинського району Сумської області. Населення — 2,5 тис. осіб. До 2016 року Дружбівській міській раді було підпорядковане село Довжик.

## Загальні відомості
Місто Хутір-Михайлівський розташоване у північній частині Сумської області, за 45 км від районного центру та за 191 км від обласного центру (автошляхом Р44), у долині річки Журавель та її приток. Південно-східна частина навколишніх територій заболочена. Це край лісів: з хвойних порід на пагорбах росте сосна, а в низинах — ялина, часто трапляються тут береза, дуб, вільха, осика. Через ліс тече тихоплинна річка Івотка. Містом пролягають автошлях територіального значення Т 1915 та залізниця, на якій розташована станція Хутір-Михайлівський.
Біля міста Хутір-Михайлівський знайдено родовища крейди, мергелю, торфу, суглинку, піску, глини, невеликі запаси фосфоритів.

## Історія

### Заснування
У минулому тут було три населені пункти: Журавка, Юрасівка та Михайлівський хутір, перші два — найдавніші (засновані у другій половині XVII століття). Назву село Журавка одержало від річки Журавель, на якій воно розташоване. У давнину село належало Андрію Гамалію, син якого був однодумцем і прибічником Івана Мазепи. Після Полтавської битви ці села Петро І передав Головіну, нащадки якого продали їх Кочубеям. У 1830-х роках XIX століття навколишні землі купив таємний радник Глухівського повіту Чернігівської губернії мільйонер Нікола Артемійович Терещенко, який побудував тут цукровий завод. Поряд із заводом виросло робітниче селище, яке М. А. Терещенко назвав іменем свого онука Михайла.
Сучасна назва є імперським штампом та символізує так звану «дружбу російського, українського та білоруського народів».
На Михайлівському хуторі, крім цукроварні, працювала ґуральня. У 1861 році цукроварню перебудували з вогневої на парову й поряд з цукром-піском почали виробляти рафінад (за рік близько 200 тис. пудів). Потреби підприємств вимагали нового транспортного сполучення. Наприкінці 1860-х років до хутора прокладено вузькоколійну гілку від колії Вороніж — Зернове, тут виникла станція Хутір-Михайлівський. У 1907 році введено в експлуатацію залізничну магістраль Москва — Київ, яка пролягла через станцію Хутір-Михайлівський, перетинаючи неелектрифіковану лінію Гомель — Ворожба, утворивши залізничний вузол.

### Визвольні змагання
У 1917 році Михайлівський хутір входив до складу Української Народної Республіки. Наприкінці листопада 1917 року місто було окуповано першим московським загоном Червоної гвардії Червоної гвардії, який просувався на бронепоїздах з Брянська, під командуванням А. О. Знаменського. Проте, згодом, владу Центральної Ради було відновлено.
Курсуючи на залізничних лініях, загін Андрія Знаменського вдруге 6 (19) січня 1918 року окупував станцію Хутір-Михайлівський. У квітні 1918 року в населений пункт ввійшли німецько-австрійські війська. На початку серпня 1918 року комуністичне з'єднання під командуванням Боженка захопило Михайлівський, але під натиском переважних австро-німецьких сил залишило його.
19 листопада 1918 року частини Червоної армії вкотре окупували Михайлівський. Внаслідок поразки Перших визвольних змагань хутір перейшов під радянську владу.

### Міжвоєнний період
У селах, підпорядкованих Михайлівській сільраді, у 1929—30 рр. селян було примусово зігнано у колгоспи. У 1932—1933 селяни пережили сталінський геноцид українців. У 1938 році хутір отримав статус селища міського типу. Назва Михайлівський згодом трансформувалася в Михайлівський хутір, а потім у Хутір-Михайлівський.

### Під часнімецько-радянської війни
З початком німецько-радянської війни 650 жителів села було примусово мобілізовано до лав Червоної армії, з них загинуло 250. Незважаючи на безперервне бомбардування, залізничний вузол і цукровий завод продовжували працювати. 1 жовтня 1941 року німці окупували Хутір-Михайлівський. У роки війни активно діяло червоне партизанське підпілля. Після відновлення радянської окупації відновили роботу партійні, комсомольські та профспілкові організації, сільрада.

### Сучасність
У 1945 році відбудовано депо, будинок служби дистанції колії і пункт технічного огляду вагонів, у 1947 році — цукровий завод, у 1948 році — електростанція і вокзал. У 1950 році три колгоспи об'єднались в один. У 1954 році на станції Хутір-Михайлівський було споруджено пам'ятник Богдану Хмельницького.
Наприкінці 1962 року воно переведене в розряд міст районного підпорядкування. 30 грудня 1962 року Хутір-Михайлівський перейменовано на Дружбу і підпорядковано Середино-Будському району.
У 1965 році в місті відкрито музичну школу.
Діє митний пост «Хутір-Михайлівський», підпорядкований Глухівській митниці. На території міста Дружба розташоване сільськогосподарське підприємство з обмеженою відповідальністю «Іскра», яке створене в 2000 році на базі колективного сільськогосподарського підприємства пайовиків «Дружба».
У місті три школи — дві загальноосвітні І-ІІІ ступенів і одна загальноосвітня І-ІІ ступенів, ясла-садок, дві лікарні, аптека, Будинок культури, клуб залізничників, філії Ямпільської музичної та дитячо-юнацької спортивної шкіл. Працюють чотири бібліотечні заклади, краєзнавчий музей, стадіон. Діють дві православні церкви.
У центрі міста, у сквері Вічної Слави споруджено меморіал воїнам, які загинули в роки Другої світової війни, там же розташована могила невідомого солдата та братські могили.

### Російське вторгнення в Україну (з 2022)

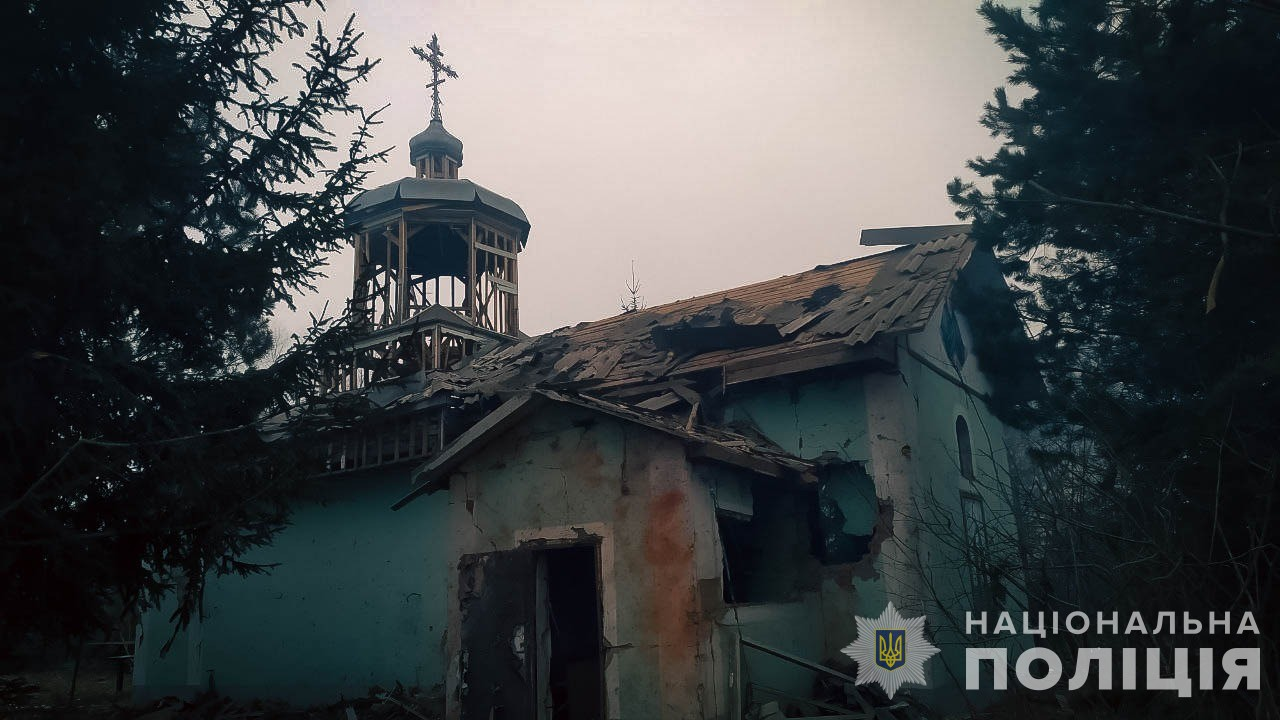
Церква Серафима Саровського УПЦ МП після російського обстрілу 22 березня 2024 року

24-25 лютого 2022 року міська громада Дружби була тимчасово окупована російськими військами та росгвардією в ході так званої СВО. Війська окупантів зустріли серйозний озброєний супротив прикордонників, тероборони та місцевих жителів. Так, біля села Михайлівка (колишнє Жовтневе) неповнолітні «юні месники» двома «коктейлями молотова», спалили російський танк, про що 9 березня 2022 в ефірі Еспресо ТБ повідомив сумський політолог Віктор Бобиренко. На початку квітня 2022 в межах так званого «жесту доброї волі» війська окупантів покинули територію Сумської області і міста Дружба, але регулярні обстріли Шосткинського району і м. Дружба російською ствольною та реактивною артилерією продовжувались усе літо. З липня 2022 року прикордонна Дружбівська громада була визнана «територією, де ведуться військові (бойові) дії». В ніч на 4 вересня 2022 року росіяни з градів обстріляли територію міста, пошкоджено 6 житлових будинків, а всього за 4 вересня на півночі Сумщини зафіксовано більше 100 влучань у семи громадах, де крім житла пошкоджено лінії електропередачі, сільрада та лікарня, причому росіяни стріляли з РСЗВ, САУ та мінометів.
10 жовтня 2022 року, внаслідок масованих обстрілів зі сторони РФ, у місті два дні було відсутнє світло.
29 листопада 2022 року зі ствольної артилерії російські окупанти обстріляли Дружбівську міську громаду. Зафіксовано 13 «прильотів», внаслідок чого пошкоджений об'єкт критичної інфраструктури та електромережі. У місті Дружба, селах Чуйківка та Дорошівка Дружбівської міської громади зникло електропостачання.
В ніч на 22 березня 2024 року російські літаки скинули на місто дві авіабомби. Одна з них влучила в магазин на центральному ринку. Крім ринку, пошкоджено будинок, міськраду, пожежну частину і церкву. Це стало четвертим авіаударом по місту з початку 2024 року.
3 квітня 2024 року Комітет Верховної Ради України з питань організації державної влади, місцевого самоврядування, регіонального розвитку та містобудування підтримав перейменування міста на Журавське, однак 18 квітня було прийнято рішення змінити назву на Хутір-Михайлівський. 19 вересня 2024 року Верховною Радою України прийнято постанову "Про перейменування окремих населених пунктів та районів" № 3984-IX, якою остаточно назву міста змінено на історичну назву - Хутір-Михайлівський.
3 серпня 2024 року російські війська знову обстріляли місто. Зафіксовано 5 вибухів, ймовірно ствольна артилерія 122 мм. У результаті обстрілу пошкоджено об'єкт критичної інфраструктури. 
21 серпня 2024 року близько 13:00, застосовуючи заборонені міжнародним правом методи ведення війни, ворог з артилерії обстріляв місто Дружба. Унаслідок атаки окупантів 49-річна жінка отримала поранення, її госпіталізовано. Пошкоджено щонайменше 8 домогосподарств..
19 вересня 2024 року Верховна Рада підтримала перейменування Дружби на Хутір-Михайлівський. 26 вересня 2024 року перейменування набуло чинності.

## Видатні уродженці міста
- Буліхов Ігор Володимирович — український військовик, учасник російсько-української війни[15].
- Гульцьо Артем Андрійович (1993—2017) — старший солдат Збройних сил України, учасник російсько-української війни.
- Давиденко Галина Йосипівна — український педагог, доктор педагогічних наук, професор.
- Картавцев Валерій Степанович — генерал-майор, перший проректор академії СБ України.
- Куманьок Порфирій Хомич — 1-й секретар Чернігівського обкому КПУ, голова Чернігівського облвиконкому. Депутат Верховної Ради СРСР 5-го скликання. Депутат Верховної Ради УРСР 3—4-го скликань. Член нелегального ЦК КП(б)У у жовтні 1942 — червні 1943 р. Член ЦК КПУ в 1956—1960 роках. Кандидат у члени ЦК КПУ в 1960—1961 роках.
- Палагін Андрій Ігорович — майор Збройних сил України, нагороджений орденом Богдана Хмельницького ІІІ ступеня.
- Самофалов Костянтин Григорович (1921—2011) — український вчений у галузі обчислювальної техніки, член-кореспондент АН України, лауреат Державної премії України, який працював у Київському політехнічному інституті.
- Швець Іван Трохимович — колишній ректор Київського держуніверситету ім. Т. Г. Шевченка.

## Економіка
- Дружбинський цукрорафінадний завод

## Населення
| 1959 | 1970 | 1979 | 1989 | 2001 | 2016 | 2022 |
| ---- | ---- | ---- | ---- | ---- | ---- | ---- |
| 9623 | 9714 | 8384 | 7459 | 5726 | 4863 | 4504 |
|      | ▲    | ▼    | ▼    | ▼    | ▼    | ▼    |

### Національний склад
Розподіл населення за національністю за даними перепису 2001 року:
| Національність  | Відсоток |
| --------------- | -------- |
| українці        | 85,51 %  |
| росіяни         | 12,06 %  |
| інші/не вказали | 2,43 %   |

### Мова
Розподіл населення за рідною мовою за даними перепису 2001 року:
| Мова            | Відсоток |
| --------------- | -------- |
| українська      | 56,96 %  |
| російська       | 41,43 %  |
| інші/не вказали | 1,61 %   |

## Храми
У 2010 році в місті зведений Собор Святого Миколая.